# Zona Autònoma de Capitol Hill
La Zona Autònoma de Capitol Hill (CHAZ o The Zone), també coneguda com a Free Capitol Hill fou una comunitat intencional anarquista autoproclamada i comuna que contava pels volts dels 300 residents, cobrint unes sis illes de cases del barri de Capitol Hill a Seattle, Washington. La zona va ser establerta el 8 de juny de 2020, després que el Recinte fóra abandonat pel departament de policia de Seattle, i fon desallotjada per la polícia l'1 de juliol del mateix any.

## Història

### Antecedents
Capitol Hill és un districte al centre de Seattle. El districte ha sigut el centre d'altres protestes massives, com les manifestacions contra la cimera de l'OMC a Seattle el 1999.
El 29 de maig de 2020, van començar les protestes a Seattle després de l'assassinat de George Floyd.

### Establiment
Després de dies de protestes en commemoració a George Floyd i condemnant la brutalitat policial fora del Recinte Est del departament de policia de Seattle, l'alcaldessa Jenny Durkan va anunciar el seu intent de "reduir les interaccions" i limitar la presència policial al barri de Capitol Hill. Després d'una "retirada policial", la població manifestant va erigir barricades al carrer i van declarar l'àrea com la "Zona Autònoma de Capitol Hill".

## Territori
La Zona es concentra al voltant del departament de policia del Recinte Est. S'estén cap al nord fins a East Olive Street, cap a l'est fins 13th Avenue, cap al sud fins a East Pike i a l'oest fins Nagle Place. La totalitat de Cal Anderson Park cau dins de la zona. Mapes del territori van ser apujats a OpenStreetMap i Viquipèdia. El territori comprén, aproximadament, 0,16 quilòmetres quadrats.
La població manifestant, preocupada per una altra potencial envestida amb un vehicle, van usar bloquejos i tanques per construir barricades esglaonades en les interseccions. L'entrada del territori de la Zona està marcada per un rètol en el qual pot llegir-se "You Are Entering Free Capitol Hill" (Estàs entrant a Free Capitol Hill) en referència al Free Derry d'Irlanda de Nord. Altres rètols declaren "You Are Now Leaving The USA" (Vostè està ara abandonant els Estats Units d'Amèrica).

## Govern intern
La Zona Autònoma de Capitol Hill no té un sistema centralitzat de govern, operant com una regió anarquista de facto. Els seus residents han declarat la intenció de crear un veïnat que deixe enrere tota forma de vigilància policial, així com una societat on la policia ja no siga necessària. Membres de l'entitat antifeixista, antiracista i pro-lluita obrera Puget Sound John Brown Gun Club van ser vistes amb rifles a la zona.
Un equip reporter d'una filial local de Fox News amb seu a Seattle va ser expulsat de la zona pels seus ocupants.

### Cultura i instal·lacions
Es van instal·lar tendes de campanya al costat de l'antic recinte policial per mantenir l'espai. La No Cop Co-op (Coperativa sense policia) es va establir el 9 de juny i ofereix aigua gratis, desinfectant per a mans, entrepans donats per la comunitat i kebabs. La intersecció entre 12th i Pine va esdevenir un fòrum polític on es va encoratjar, a través d'un micròfon, a les persones que hi fossin "to fuck shit up" a la crida del govern per tal que s'anaren a casa. Es va instal·lar un cinema a l'aire lliure amb un sistema de so i un projector, i es va utilitzar per mostrar pel·lícules al carrer. La primera pel·lícula mostrada va ser Esmena XIII d'Ava Duvernay, un documental sobre la raça i l'empresonament massiu. Banys portàtils van ser proveïts pel Departament de Transport de Seattle. S'han organitzat i realitzat marxes per la ciutat, inclosa la "invasió" de l'ajuntament de Seattle exigint la renúncia de Jenny Durkan.
Un gran nombre d'ocupants de la zona han adoptat un paraigües rosa com a emblema no-oficial. Escuts anti-disturbis casolans elaborats per manifestants van ser estampats amb paraigües roses.

## Reaccions
L'alcaldessa ha anunciat que "desescalarà la situació" dins de la Zona, mentre que la cap de policia Carmen Best ha declarat que els seus homes consideraran diferents acostaments amb tal de "reduir petjada" en al barri de Capitol Hill. La membre del consell de Seattle, Kshama Sawant (política d'Alternativa Socialista) va parlar amb ocupants de la Zona a Cal Anderson Park el dia 8 de juny. Va demanar que el Recinte es convertira en un centre comunitari de justícia reparadora.
El 9 de juny, el senador de Texas, Ted Cruz, va dir que La Zona estava "posant en perill la vida de la gent".

### Reconeixement
La Zona Autònoma ha estat reconeguda per la IWW i ha estat celebrada en la revista Industrial Worker.